# 安本集團公司
安本集團公司（Aberdeen Group plc）是英國的投資公司，總部位於愛丁堡。該公司是倫敦證券交易所的上市公司，也是FTSE 250指數成分股之一。
2022年5月，安本集團公司合併了Interactive Investor公司。2025年3月13日，該公司的英文名從abrdn plc改為Aberdeen Group plc。

## 外部连结
- 官方网站